# Motongbang
Motongbang is een bestuurslaag in het regentschap Alor van de provincie Oost-Nusa Tenggara, Indonesië. Motongbang telt 2598 inwoners (volkstelling 2010).